# Djaty
| U28 | t | A | i | i |

| U28 | t | A | i | i |

Djaty I, o simplemente Djati, fue un príncipe de la dinastía IV del Antiguo Egipto, que supervisó una expedición real.

## Origen y parentesco
Djaty era hijo de la reina Meresankh II, hija a su vez del faraón Keops, y tuvo dos hermanas, Nefertkau III y Nebty-tepites.
Al tener Djaty el título de hijo del cuerpo del rey, suponemos que era hijo de un faraón, que puede ser Dyedefra o Kefrén, al saber que Meresankh II se casó con un faraón tras la muerte de su primer marido, Horbaef y esta habría ostentado su título por ser hija de Keops, con lo que Djati sería nieto del faraón que construyó la Gran Pirámide de Giza.
Djaty se casó y tuvo un hijo, posiblemente no el único, llamado Djaty II.

## Sepultura
Djaty fue sepultado en la mastaba de Guiza conocida como G 7810. En la tumba hay representaciones de su mujer y de Djaty II, a quien se describe como su hijo mayor.